# اردوگاه پناهندگان شتیلا

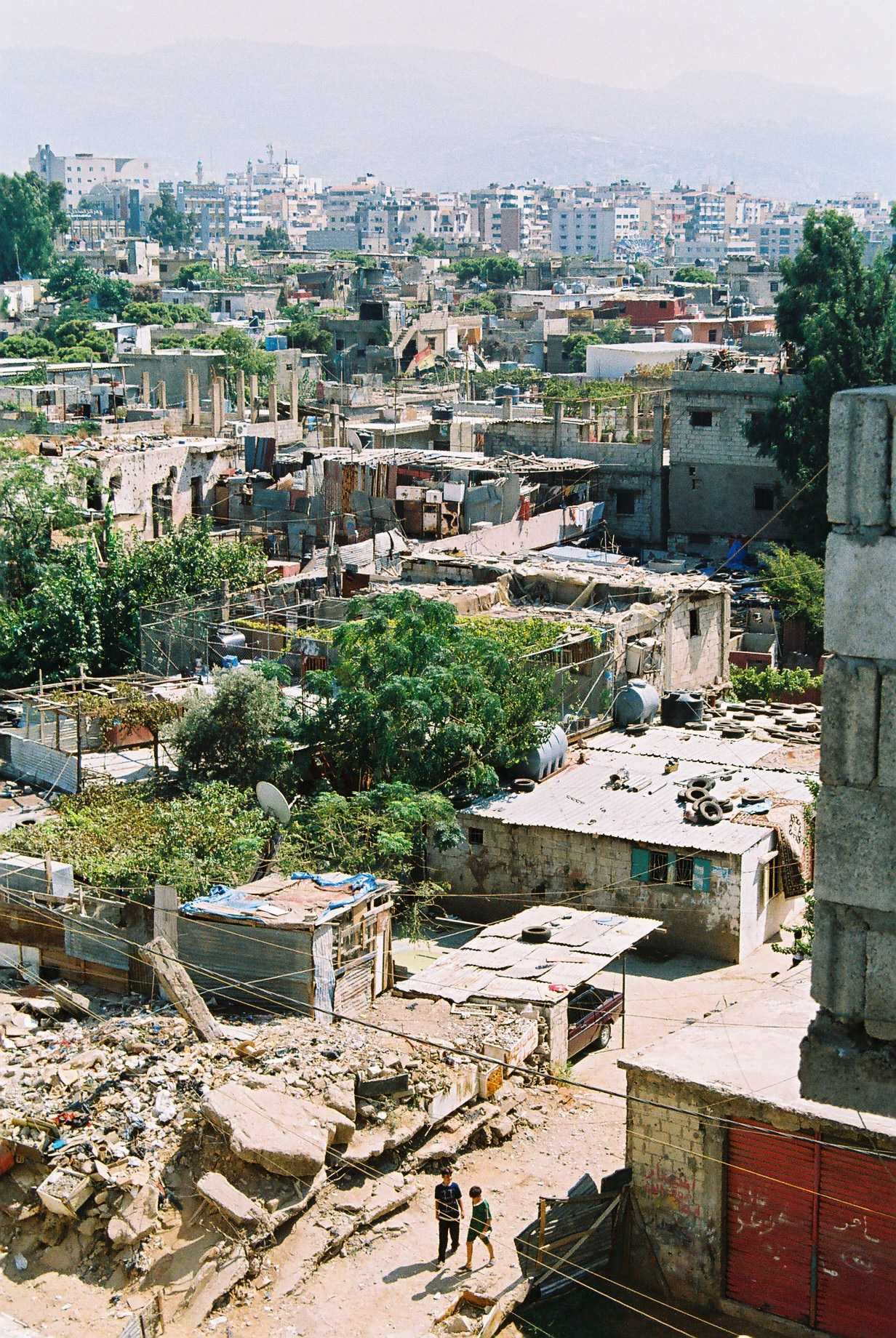
شتیلا ۲۰۰۳

اردوگاه پناهندگان شتیلا (عربی: مخيم شاتيلا) همچنین به عنوان اردوگاه پناهندگان چتیلا شناخته می‌شود، یک اردوگاه پناهندگی است که در جنوب بیروت در لبنان واقع است. ابتدا در سال ۱۹۴۹ برای پناهندگان فلسطینی احداث شد و محل اسکان بیش از ۹٫۸۴۲ پناهنده ثبت شده فلسطینی است. از آغاز جنگ داخلی سوریه این اردوگاه پناهندگان با تورم و هجوم پناهندگان سوری مواجه است. از سال ۲۰۱۴، جمعیت اردوگاه از ۱۰٫۰۰۰ به ۲۲٫۰۰۰ نفر رسید.

## تاریخچه

### استقرار
اردوگاه شاتیلا توسط کمیته بین‌المللی صلیب سرخ احداث شد تا بتواند صدها پناهنده را پس از وقایع ۱۹۴۸ درخود جای دهد. این پناهندگان از روستاهای امکا، مجدالکروم و یاجور از شمال فلسطین به این اردوگاه منتقل شدند.

### طی جنگ داخلی لبنان
کشتار صبرا و شتیلا، در این کشتار بین ۷۴۲ تا ۳۵۰۰ غیرنظامی که عمدتاً مردم فلسطینی و از شیعیان لبنان بودند توسط گروه شبه نظامی حزب فالانژ لبنان در محله صبرا و شاتیلا صورت گرفت. از حدود ۶ بعد از ظهر روز ۱۶ سپتامبر تا صبح روز ۱۸ سپتامبر ۱۹۸۲ این حمله ادامه داشت.

### طی جنگ داخلی سوریه
از ابتدای جنگ داخلی سوریه در ۲۰۱۱، با هجوم پناهندگان سوریه جمعیت لبنان یک میلیون افزایش پیدا کرد. در نتیجه اردوگاه پناهندگان شاتیلا مملو از پناهندگان جنگ داخلی سوریه شد که اغلب از خانواده‌های فقیر سوریه بودند. در ۲۰۱۴ جمعیت اردوگاه از ۱۰٫۰۰۰ به ۲۲٫۰۰۰ نفر افزایش پیدا کرد.

## مدیریت
مساحت کمپ تقریباً یک کیلومتر مربع است و در نتیجه تراکم جمعیت بسیار بالایی دارد.

## آژانس امداد و اقدام سازمان ملل متحد
آژانس امداد و اقدام سازمان ملل متحد برای آوارگان فلسطینی در خاور نزدیک UNRWA یک مرکز بهداشت و دو مدرسه ابتدایی در این اردوگاه اداره می‌کند. سازمان‌های غیردولتی فعال در اردوگاه عبارتند از النجد، بیت اطفال الثمود، کمک‌های مردمی نروژ، پزشکان بدون مرز، انجمن هلال احمر فلسطین و انجمن نجد.